# Lepidobotryaceae
Lepidobotryaceae — родина рослин порядку Celastrales. Він містить лише два види: Lepidobotrys staudtii (родом із тропічної Африки) та Ruptiliocarpon caracolito (родом із Південної та Центральної Америки).

## Опис
Lepidobotryaceae — дводомні дерева. Листки чергові, розташовані в два ряди вздовж стебла. Листкова пластина має еліптичну форму, край суцільний. Листки здаються простими, але насправді однолисточкові. Квітки утворюються в невеликих суцвіттях, розташованих навпроти листя. Вони малі й зеленуваті з п’ятьма чашолистками та п’ятьма пелюстками. Чашолистки та пелюстки схожі за розміром і зовнішнім виглядом, вільні один від одного або дуже коротко з’єднані біля основи. Плід — коробочка з одним, рідше двома насінням. Насіння чорне і частково вкрите помаранчевим арилом.